# Símbolos de Ecatepec de Morelos
Los Símbolos de Ecatepec de Morelos, son el emblema representativo de este municipio del estado de México. La imagen de estos símbolos están representados por el escudo de armas o glifo topónimo prehispánico de Ecatepec y el himno al municipio de Ecatepec.

## Escudo

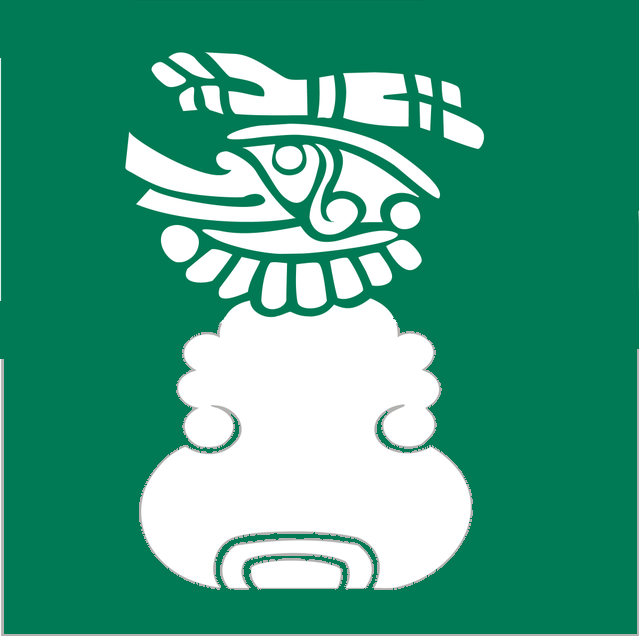
Glifo de Ecatepec.

La cabecera y los restantes ocho pueblos originarios del municipio tienen sus raíces en la época prehispánica.  El nombre del municipio deriva de la denominación prehispánica del pueblo donde ahora se asienta la cabecera municipal: Ehecatépēc.  De acuerdo con el filólogo mexicano Cecilio Robelo, el término proviene de los vocablos nahuas ehékatl (‘viento’, ‘aire’) y tépetl, (‘cerro’), siendo el significado de la palabra Ecatepec «en el cerro del viento».  Este nombre hace alusión al dios del viento, Ehécatl, una de las advocaciones de Quetzalcóatl, por lo que el vocablo también puede ser interpretado como «en el cerro consagrado a Ehécatl».
El escudo está dividido en tres cuarteles, el cuartel izquierdo representa la parroquia de San Cristóbal, el segundo cuartel a la derecha está representado por el cerro del viento y el tercer cuartel representa a los glifos topónimos de los pueblos originarios del municipio y dividido por construcciones coloniales, el lago de Texcoco, la efigie de José María Morelos y códice de la peregrinación azteca que indica el paso por Ecatepec

### Topónimos históricos

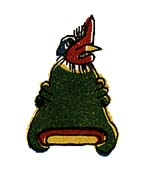
Glifo topónimo, 1994.

## Bandera
La bandera de Ecatepec de Morelos es un lienzo blanco con el escudo del municipio, es izada en eventos oficiales junto a la bandera de México y en algunas ocasiones con la bandera del Estado de México.

### Diseño y simbolismo
El seguimiento de los colores son los siguientes:
| Nombre | Color | Código HEX |
| ------ | ----- | ---------- |
| Blanco |       | #FFFFFF    |

## Himno
El himno de Ecatepec de Morelos es un símbolo del municipio mexiquense que lo representa.
Coro
- Ecatepenses unidos por vientos
- que el ehécatl sublime nos dá;
- hermanados sangre y sentimientos
- derramados por la libertad.
- hermanados sangre y sentimientos
- derramados por la libertad.

I
- Fue este pueblo ancestral fiel testigo
- de aquel que pactó el cielo y la historia,
- infundieran en toda memoria
- Y Morelos con su sangre selló.
- El morir para el ciervo es nada
- si en la aras de la patria se muere,
- es legado inmortal que alamas hiere
- y es mandato a cumplir con valor.

II
- Es su cielo, su tierra y su gente
- fuente pura de grandes valores,
- que a la patria rinde honores
- Y al divino su gran devoción.
- Dan sus pueblos fraterna morada
- al honesto natal o extranjero,
- que anhelante encuentra en este suelo
- la autonomía, el trabajo y la unión.